# Notarius bonillai
Notarius bonillai là một loài cá thuộc họ Ariidae. Nó là loài đặc hữu của Colombia.